# Dennis Hallman
Dennis Hallmann (Olympia, 2 de dezembro de 1975) é um lutador americano de artes marciais mistas. Foi campeão estadual de wrestling, Hallmann é bastante conhecido pelo seu jogo de grappling. Ele já apareceu em diversas organizações como UFC, Strikeforce, IFL, Shooto e King of the Cage.

## Background
Hallman nasceu em Olympia, Washington, e começou no wrestling quando tinha oito anos. Ele participava da equipe de wrestling na Yelm High School e venceu o torneio estadual em 135-pounds em seu último ano. Hallman planejava continuar sua carreira em uma faculdade comunitária, mas quebrou sua perna durante o treino na pré-temporada, e teve que ser afastado por toda a temporada. Um ex-companheiro de classe do ensino médio enviou fitas de vídeos para Battlecade e convidou Hallman para lutar com ele porque Hallman era um wrestler bastante conhecido. Hallman venceu a luta por finalização com uma guilhotina, e seu oponente louvou seu potencial encorajando Hallman à construir uma carreira no MMA. Hallman fez uma luta de exbição três semanas depois contra um japonês que treinava com Matt Hume, que Hallman também venceu.

## Carreira no MMA

### Ultimate Fighting Championship
Duas das maiores conquistas de Hallman são suas vitórias (ambas por finalização em juntos 38 segundos) sobre o integrante do Hall da Fama do UFC e ex-Campeão Meio Médio do UFC Matt Hughes. A primeira luta foi em 1998 no Extreme Challenge 21, a segunda em Dezembro de 2000 no UFC 29: Defense of the Belts.

#### Chance pelo Título
Após sua segunda vitória sobre Matt Hughes, Hallman desceu de peso e enfrentou o companheiro de equipe de Hughes, Jens Pulver pelo Cinturão Peso Leve do UFC em Setembro de 2001. Ambos Hallman e Pulver fizeram wrestling no nível ensino médio em Washington. Hallman afirmou conhecer Pulver desde o ensino médio e expressou desagrado com o lutador. Embora Pulver tenha negado conhecer Hallman pessoalmente, ele conhecia Hallman por seus títulos estaduais de wrestling (em diferentes classes de peso).
Durante a luta Hallman tentou uma chave de braço em Pulver (o mesmo movimento que usou para derrotar Hughes na segunda luta), mas Pulver defendeu o golpe e seguiu com um cruzado de esquerda que acertou o queixo de Hallman, atordoando-o. Hallman não foi capaz de se recuperar completamente do golpe, lutando muito passivo pelo restante da luta (que eventualmente resultou em uma derrota por decisão unânime). Hallman depois disse em uma intervista que ele simplesmente queria sobreviver a luta após receber o golpe.

### Retorno ao UFC
Hallman fez seu retorno ao UFC contra John Howard em 5 de Dezembro de 2009, no The Ultimate Fighter 10 Finale. Após controlar Howard no chão por maior parte da luta, Hallman perdeu por nocaute aos 4:55 do terceiro round.
Hallman então anunciou que iria tentar descer para os pesos leves.
Hallman então assinou para enfrentar Ben Saunders em uma luta nos meio médios em 7 de Agosto de 2010 no UFC 117. Hallman derrotou Saunders por decisão unânime.
Hallman enfrentou veterano retornando ao UFC Karo Parisyan em 20 de Novembro de 2010 no UFC 123. Hallman derrotou Parisyan por nocaute técnico no primeiro round.
Hallman era esperado para enfrentar TJ Waldburger em 26 de Março de 2011 no UFC Fight Night: Nogueira vs. Davis. Porém, Hallman foi forçado a se retirar da luta com uma lesão no joelho e foi substituído por Johny Hendricks.
Em 15 de Janeiro de 2011, foi anunciado que Hallman estendeu seu contrato com o UFC para mais quatro lutas.
Hallman enfrentou Brian Ebersole em 6 de Agosto de 2011 no UFC 133. Ele perdeu a luta por nocaute técnico no primeiro round. Vestindo seu short azul particularmente acanhado durante a luta, em uma batalha no chão o testículo esquerdo de Hallman foi brevemente exposto, arrancando gritos como "Coloque algumas roupas" do público e criando uma regra de short de lutadores do presidente do UFC Dana White. Hallman desde então disse que vestiria o shorts como resultado de perder uma aposta.
Hallman enfrentou John Makdessi em 10 de Dezembro de 2011 no UFC 140. Na preparação para o combate, Hallman não alcançou o limite de 156 pounds dos leves, pesando 158.5, resultando uma multa e a luta foi realizada em um peso casado. Hallman derrotou Makdessi por finalização no primeiro round.
Hallman era esperado para enfrentar Tony Ferguson em 5 de Maio de 2012 no UFC on Fox: Diaz vs. Miller. Porém, Hallman foi forçado a se retirar da luta com uma lesão e foi substituído por Thiago Tavares.
Hallman era esperado para enfrentar Thiago Tavares em 1 de Setembro de 2012 no UFC 151. Porém, após o UFC 151 ser cancelado, Hallman/Tavares foi remarcada para acontecer em 5 de Outubro de 2012 no UFC on FX: Browne vs. Pezão. Na pesagem do evento Hallman passou o limite de 156 lb. por 7 pounds e Tavares disse que se Hallman batesse 3 lbs. acima do limite ele iria aceitar a luta, mas Hallman não pode e a luta foi cancelada do card. Hallman disse que ele não bateu o peso por causa de problemas pessoais em casa e ele e Tavares foram pagos com o dinheiro da luta. Hallman foi demitido do UFC por não bater o peso duas vezes seguida.

### World Series of Fighting
Hallman assinou com o World Series of Fighting para substituir Josh Burkman contra Jon Fitch no WSOF 11 em 5 de Julho de 2014. Ele foi derrotado por decisão unânime.

## Vida Pessoal
Hallman tem três filhos, Ryley, Richie, e Jayden e uma filha chamada Kylar, que nasceu em Dezembro de 2008.
Ele tem uma doença celíaca, uma reação auto-imune de glúten de trigo, que dificultava sua capacidade de se recuperar adequadamente de atividades físicas, como treinos e lutas.

## Cartel no MMA
| Cartel no MMA       |             |             |
| 75 lutas            | 53 vitórias | 19 derrotas |
| Por nocaute         | 4           | 10          |
| Por finalização     | 41          | 0           |
| Por decisão         | 7           | 9           |
| Por desqualificação | 1           | 0           |
| Empates             | 2           | 2           |
| No contest          | 1           | 1           |

| Res.    | Cartel      | Oponente           | Método                                  | Evento                                         | Data       | Round | Tempo | Local                       | Notas                                                              |
| ------- | ----------- | ------------------ | --------------------------------------- | ---------------------------------------------- | ---------- | ----- | ----- | --------------------------- | ------------------------------------------------------------------ |
| Derrota | 53-19-2 (1) | Will Noland        | Nocaute                                 | KOTC - Untamed                                 | 19/11/2015 | 1     | 2:38  | Worley, Idaho               |                                                                    |
| Derrota | 53-18-2 (1) | Mikhail Kolobegov  | TKO (socos)                             | League S-70 - Plataforma 6th                   | 29/08/2015 | 1     | 1:19  | Sochi                       |                                                                    |
| Derrota | 53-17-2 (1) | Dongi Yang         | Nocaute Técnico (socos)                 | Top FC 6 - Unbreakable Dream                   | 05/04/2015 | 1     | 3:25  | Seul                        |                                                                    |
| Derrota | 53-16-2 (1) | Michail Tsarev     | Nocaute Técnico (socos)                 | Baltic Challenge 6                             | 01/11/2014 | 1     | 2:45  | Kaliningrad                 |                                                                    |
| Derrota | 53-15-2 (1) | Jon Fitch          | Decisão (unânime)                       | WSOF 11                                        | 05/07/2014 | 3     | 5:00  | Daytona, Florida            |                                                                    |
| Vitória | 53–14–2 (1) | Aleksey Shapovalov | Finalização (mata leão)                 | Union of Veterans of Sport: Cup of Champions   | 21/12/2013 | 2     | 1:07  | Novosibirsk                 |                                                                    |
| Vitória | 52–14–2 (1) | Dan Hornbuckle     | Decisão (majoritária)                   | Titan FC 26                                    | 30/08/2013 | 3     | 5:00  | Kansas City, Missouri       |                                                                    |
| Vitória | 51–14–2 (1) | John Makdessi      | Finalização (mata leão)                 | UFC 140: Jones vs. Machida                     | 10/12/2011 | 1     | 2:58  | Toronto, Ontario            | Peso Casado (158.5 lbs)                                            |
| Derrota | 50–14–2 (1) | Brian Ebersole     | Nocaute Técnico (cotoveladas)           | UFC 133: Evans vs. Ortiz                       | 06/08/2011 | 1     | 4:28  | Philadelphia, Pennsylvania  |                                                                    |
| Vitória | 50–13–2 (1) | Karo Parisyan      | Nocaute Técnico (socos)                 | UFC 123: Rampage vs. Machida                   | 20/11/2010 | 1     | 1:47  | Auburn Hills, Michigan      |                                                                    |
| Vitória | 49–13–2 (1) | Ben Saunders       | Decisão (unânime)                       | UFC 117: Silva vs. Sonnen                      | 07/08/2010 | 3     | 5:00  | Oakland, California         |                                                                    |
| Derrota | 48–13–2 (1) | John Howard        | Nocaute (socos)                         | The Ultimate Fighter 10 Finale                 | 05/12/2009 | 3     | 4:55  | Las Vegas, Nevada           | Welterweight bout                                                  |
| Vitória | 48–12–2 (1) | Justin Davis       | Finalização (mata leão)                 | Strikeforce Challengers: Villasenor vs. Cyborg | 19/06/2009 | 1     | 0:20  | Kent, Washington            | Peso Casado (195 lbs)                                              |
| Vitória | 47–12–2 (1) | Danny Ruiz         | Finalização (mata leão)                 | SRP - March Badness                            | 21/03/2009 | 1     | 1:50  | Pensacola, Florida          |                                                                    |
| Vitória | 46–12–2 (1) | Jeremiah Metcalf   | Finalização (chave de calcanhar)        | Strikeforce: Four Men Enter, One Man Survives  | 16/11/2007 | 1     | 1:39  | San Jose, California        | Luta no Peso Médio, testou positivo para substâncias proibidas.    |
| Vitória | 45–12–2 (1) | Dave Knight        | Finalização (mata leão)                 | USA MMA - Rumble on the River 4                | 27/07/2007 | 1     | N/A   | Fairbanks, Alaska           |                                                                    |
| Vitória | 44–12–2 (1) | Jeff Quinlan       | Decisão (majoritária)                   | IFL - Gracie vs. Miletich                      | 23/09/2006 | 3     | 4:00  | Moline, Illinois            |                                                                    |
| Derrota | 43–12–2 (1) | Ryan McGivern      | Decisão (unânime)                       | IFL - Championship 2006                        | 03/06/2006 | 3     | 4:00  | Atlantic City, New Jersey   |                                                                    |
| Vitória | 43–11–2 (1) | Delson Heleno      | DQ (chute ilegal)                       | IFL - Legends Championship 2006                | 29/04/2006 | 1     | 3:59  | Atlantic City, New Jersey   | Hallman foi incapaz de continuar após um tiro de meta ilegal.      |
| Vitória | 42–11–2 (1) | Ray Perales        | Finalização (mata leão)                 | Valor Fighting - Showdown at Cache Creek       | 03/02/2006 | 1     | 0:33  | Brooks, California          |                                                                    |
| Derrota | 41–11–2 (1) | Jorge Rivera       | Decisão (unânime)                       | UFC 55: Fury                                   | 07/10/2005 | 3     | 5:00  | Uncasville, Connecticut     | Luta no Peso Médio.                                                |
| Vitória | 41–10–2 (1) | Nick Tyree         | Finalização (guilhotina)                | Valor Fighting - Medford Mayhem                | 16/07/2005 | 1     | 2:27  | Medford, Oregon             |                                                                    |
| Derrota | 40–10–2 (1) | Ansar Chalangov    | Nocaute Técnico (interrupção do córner) | Euphoria - USA vs. Russia                      | 14/05/2005 | 2     | 5:00  | Atlantic City, New Jersey   | A luta terminou após o segundo round devido ao cansaço de Hallman. |
| Vitória | 40–9–2 (1)  | Cedric Marks       | Finalização (triângulo)                 | XFC - Dome of Destruction 2                    | 30/04/2005 | 1     | 2:48  | Tacoma, Washington          |                                                                    |
| Vitória | 39–9–2 (1)  | Rory Singer        | Finalização (mata leão)                 | Absolute Fighting Championships 11             | 12/02/2005 | 1     | 1:19  | Fort Lauderdale, Florida    |                                                                    |
| Vitória | 38–9–2 (1)  | Ross Ebañez        | Finalização (mata leão)                 | Rumble on the Rock 6                           | 20/11/2004 | 1     | 1:13  | Honolulu, Hawaii            |                                                                    |
| Vitória | 37–9–2 (1)  | Landon Showalter   | Finalização (triângulo)                 | SF 7 - Frightnight                             | 23/10/2004 | 1     | 2:04  | Gresham, Oregon             |                                                                    |
| Vitória | 36–9–2 (1)  | Mike Seal          | Finalização (mata leão)                 | SF 6 - Battleground in Reno                    | 23/09/2004 | 1     | 0:50  | Reno, Nevada                |                                                                    |
| Derrota | 35–9–2 (1)  | Frank Trigg        | Nocaute Técnico (socos)                 | UFC 48: Payback                                | 19/06/2004 | 1     | 4:15  | Las Vegas, Nevada           |                                                                    |
| Vitória | 35–8–2 (1)  | Rob Mendez         | Finalização (mata leão)                 | USA MMA - Extreme Cage Combat                  | 06/03/2004 | 1     | 0:56  | Shelton, Washington         |                                                                    |
| Vitória | 34–8–2 (1)  | Jason Stumpf       | Finalização (triângulo)                 | URC 7 - Ultimate Ring Challenge 7              | 14/02/2004 | 1     | 2:43  | Yelm, Washington            |                                                                    |
| Empate  | 33–8–2 (1)  | J.T. Taylor        | Empate                                  | DesertBrawl 9                                  | 08/11/2003 | 3     | 5:00  | Bend, Oregon                |                                                                    |
| Vitória | 33–8–1 (1)  | Ray Cooper         | Finalização (guilhotina)                | Rumble on the Rock 4                           | 10/10/2003 | 1     | 0:43  | Honolulu, Hawaii            |                                                                    |
| Derrota | 32–8–1 (1)  | Drew Fickett       | Decisão (dividida)                      | King of the Cage 28 - More Punishment          | 16/08/2003 | 3     | 5:00  | Reno, Nevada                |                                                                    |
| Vitória | 32–7–1 (1)  | Brandon Olsen      | Finalização (chave de braço)            | Art of War 2                                   | 21/06/2003 | 1     | N/A   | Kalispell, Montana          |                                                                    |
| Vitória | 31–7–1 (1)  | Chris Irvine       | Finalização (mata leão)                 | Ultimate Ring Challenge 5                      | 24/05/2003 | 1     | 1:43  | Lacey, Washington           |                                                                    |
| Vitória | 30–7–1 (1)  | Lee Henderson      | Nocaute Técnico (socos)                 | XRW - Xtreme Ring Wars 2                       | 10/05/2003 | 1     | 0:37  | Pasco, Washington           |                                                                    |
| Vitória | 29–7–1 (1)  | Vince Guzman       | Finalização (mata leão)                 | Xtreme Ring Wars 1                             | 15/03/2003 | 1     | 3:28  | Wenatchee, Washington       |                                                                    |
| Empate  | 28–7–1 (1)  | Ronald Jhun        | Empate                                  | KOTC 19: Street Fighter                        | 07/12/2002 | 2     | 5:00  | San Jacinto, California     |                                                                    |
| Derrota | 28–7 (1)    | Frank Trigg        | Nocaute Técnico (socos)                 | WFA 3: Level 3                                 | 23/11/2002 | 1     | 3:50  | Las Vegas, Nevada           | Pelo Cinturão Meio Médio do WFA.                                   |
| Vitória | 28–6 (1)    | Betiss Mansouri    | Finalização (triângulo)                 | KOTC 18: Sudden Impact                         | 01/11/2002 | 1     | 3:39  | Reno, Nevada                |                                                                    |
| Vitória | 27–6 (1)    | Adam Oliver        | Finalização (mata leão)                 | UFCF - Rumble in Rochester                     | 14/08/2002 | 1     | 2:59  | Rochester, Washington       |                                                                    |
| Vitória | 26–6 (1)    | Gary Dobbins       | Finalização (mata leão)                 | PPKA - Road to Victory                         | 25/05/2002 | 1     | 0:20  | Longview, Washington        |                                                                    |
| Vitória | 25–6 (1)    | Chris Silva        | Finalização (chave de braço)            | Ultimate Ring Challenge 2                      | 27/04/2002 | 1     | 2:00  | Olympia, Washington         |                                                                    |
| NC      | 24–6 (1)    | Denis Kang         | Sem Resultado                           | World Freestyle Fighting 1                     | 13/04/2002 | 2     | 3:15  | Kelowna, British Columbia   | Hallman foi incapaz de continuar após uma pedalada ilegal.         |
| Vitória | 24–6        | Buck Greer         | Decisão (dividida)                      | UA 2 - The Gathering                           | 16/03/2002 | 3     | 5:00  | Cabazon, California         |                                                                    |
| Vitória | 23–6        | Mathias Hughes     | Finalização (mata leão)                 | MFC 3: Canadian Pride                          | 03/03/2002 | 1     | 1:05  | Grande Prairie              |                                                                    |
| Derrota | 22–6        | Amaury Bitetti     | Decisão (dividida)                      | Shogun 1                                       | 15/12/2001 | 3     | 5:00  | Honolulu, Hawaii            |                                                                    |
| Derrota | 22–5        | Jens Pulver        | Decisão (unânime)                       | UFC 33: Victory in Vegas                       | 28/09/2001 | 5     | 5:00  | Las Vegas, Nevada           | Pelo Cinturão Peso Leve do UFC.                                    |
| Vitória | 22–4        | Earl Thompson      | Finalização (mata leão)                 | PPKA - Muckelshoot                             | 15/08/2001 | 1     | 0:12  | Auburn, Washington          |                                                                    |
| Vitória | 21–4        | Dan Shenk          | Finalização (mata leão)                 | AMC - Revenge of the Warriors                  | 21/07/2001 | 1     | N/A   | Rochester, Washington       |                                                                    |
| Vitória | 20–4        | Eric Dahlberg      | Nocaute (soco)                          | Rumble in the Ring 2                           | 28/04/2001 | 1     | 0:12  | Auburn, Washington          |                                                                    |
| Vitória | 19–4        | Brent Russell      | Finalização (keylock)                   | AMC - Return of the Gladiators 3               | 03/03/2001 | 1     | N/A   | Rochester, Washington       |                                                                    |
| Vitória | 18–4        | Matt Hughes        | Finalização (chave de braço)            | UFC 29: Defense of the Belts                   | 16/12/2000 | 1     | 0:20  | Tóquio                      |                                                                    |
| Vitória | 17–4        | Jordon Klimp       | Decisão (unânime)                       | UFCF - Tornado Challenge                       | 16/09/2000 | 3     | 3:00  | Yelm, Washington            |                                                                    |
| Vitória | 16–4        | Jeff Sears         | Finalização (mata leão)                 | PPKA - Wenatchee Rumble                        | 01/08/2000 | 1     | 2:15  | Wenatchee, Washington       |                                                                    |
| Vitória | 15–4        | Murrey Sholtey     | Nocaute Técnico (socos)                 | AMC - Return of the Gladiators 1               | 29/07/2000 | 1     | 3:30  | Rochester, Washington       |                                                                    |
| Derrota | 14–4        | Paul Rodriguez     | Nocaute (soco)                          | HOOKnSHOOT - Meltdown                          | 10/06/2000 | 3     | 0:18  | Evansville, Indiana         |                                                                    |
| Derrota | 14–3        | Caol Uno           | Decisão (unânime)                       | Shooto - R.E.A.D. 3                            | 02/04/2000 | 3     | 5:00  | Osaka                       |                                                                    |
| Vitória | 14–2        | Danny Bennett      | Finalização Técnica (chave de braço)    | UFCF - Battle in Bellevue 2                    | 04/12/1999 | 1     | 3:16  | Bellevue, Washington        |                                                                    |
| Derrota | 13–2        | Dave Menne         | Decisão (unânime)                       | Shooto - 10th Anniversary Event                | 29/05/1999 | 3     | 5:00  | Yokohama                    |                                                                    |
| Vitória | 13–1        | Danny Bennett      | Finalização (keylock)                   | UFCF - Battle in Bellevue 1                    | 24/04/1999 | 1     | N/A   | Bellevue, Washington        |                                                                    |
| Derrota | 12–1        | Mike McClure       | Decisão (unânime)                       | Extreme Challenge 23                           | 02/04/1999 | 1     | 15:00 | Indianapolis, Indiana       |                                                                    |
| Vitória | 12–0        | Gerrald Ballinger  | Finalização (chave de braço)            | Ultimate Ring Challenge 1                      | 01/03/1999 | 1     | 1:11  | Wenatchee, Washington       |                                                                    |
| Vitória | 11–0        | Matt Hughes        | Finalização Técnica (guilhotina)        | Extreme Challenge 21                           | 17/10/1998 | 1     | 0:17  | Hayward, Wisconsin          |                                                                    |
| Vitória | 10–0        | Shannon Ritch      | Finalização (socos)                     | Extreme Challenge 21                           | 17/10/1998 | 1     | 0:44  | Hayward, Wisconsin          |                                                                    |
| Vitória | 9–0         | Allan Mollring     | Finalização (chave de braço)            | Extreme Challenge 21                           | 17/10/1998 | 1     | 2:52  | Hayward, Wisconsin          |                                                                    |
| Vitória | 8–0         | Phil Johns         | Finalização (guilhotina)                | Extreme Challenge 20                           | 22/08/1998 | 1     | 3:47  | Davenport, Iowa             |                                                                    |
| Vitória | 7–0         | Leigh Remedios     | Finalização (kimura)                    | Ultimate Warrior Challenge                     | 02/08/1998 | 1     | 9:45  | Vancouver, British Columbia |                                                                    |
| Vitória | 6–0         | Ulan Moore         | Finalização (mata leão)                 | UFCF - Night of Champions                      | 14/03/1998 | 1     | 1:21  | Washington                  |                                                                    |
| Vitória | 5–0         | Sean Haley         | Finalização (bulldog choke)             | UFCF - Gladiators                              | 21/11/1997 | 1     | 1:05  | Washington                  |                                                                    |
| Vitória | 4–0         | Jose De La Cruz    | Finalização (keylock)                   | Tae Sho                                        | 12/09/1997 | 1     | 3:28  | Tacoma, Washington          |                                                                    |
| Vitória | 3–0         | Zack Gross         | Decisão (unânime)                       | UFCF - Clash of the Titans                     | 11/01/1997 | 1     | 5:00  | Washington                  |                                                                    |
| Vitória | 2–0         | Hiroki Noritsugi   | Decisão (unânime)                       | UFCF - Ultimate Fighting 2                     | 18/05/1996 | 1     | 5:00  | Kirkland, Washington        |                                                                    |
| Vitória | 1–0         | Hiroki Noritsugi   | Finalização (guilhotina)                | UFCF - Ultimate Fighting 2                     | 18/05/1996 | 1     | 0:20  | Kirkland, Washington        |                                                                    |